# Токелау
Токелау (енгл. Tokelau) је архипелаг три полинезијска острва у Пацифику, под суверенитетом Новог Зеланда.

## Историја
Токелау је била британска колонија од 1889. Касније је постао део колоније Острва Гилберт и Елис. Потпао је под администрацију Новог Зеланда 1925. 
У последње време, Токелау тежи да добије статус слободне асоцијације са Новим Зеландом (као Кукова острва и Нијуе). Референдум о томе је одржан 13. фебруара 2006, али није успео. 

## Географија
Токелау се дели на три острва, а то су: Атафу, Нукунону, и Факаофо. На сваком од њих постоји по једно село. Највеће село је Факаофо.

## Култура

### Спорт
Због своје мале величине, Токелау није повезан са већином међународних спортских организација и ретко учествује у међународним такмичењима. Једино значајно међународно такмичење на којем Токелау учествује су Пацифичке игре. Токелау је освојио своје прве златне медаље на Пацифичким играма 2007. године у Апији, освојивши укупно пет медаља (три златне, сребрну и бронзану), све у куглању, и завршивићи на 12. месту (од 22) на укупној таблици медаља. То укључује две златне медаље за Виолину Линду Педру (Токелаушка женска спортиста у куглању) чиме је постала најуспешнија појединачна спортисткиња Токелауа до данас.
У октобру 2010. стони тенис је постао "први спорт на Токелауима који је добио чланство на континенталној или светској равни", када је основано Токелау Столнотениско удружење и постало 23. члан Океаније Тениског савеза.
Токелау је требао први пут учествовати на Комонвелтним играма 2010. у Делхију, али из непознатих разлога то на крају није учинио.
Токелау има националну спортску федерацију, а значајан спортски догађај су Токелау игре, које се одржавају сваке године. Када се одрже, "цели Токелау готово стане", јер "више од 50% популације учествује, а сви послови, рад и школа се заустављају у том тренутку".
Кошарка је наводно уведена на Токелауима од стране Британаца, али је постала популарнија када је влада Новог Зеланда преузела територију. Спорт се често игра током међуострвских спортских такмичења, заједно са другим спортовима као што су рагби лига и одбојка.

### Здравство и образовање
На сваком атолу постоји школа и болница. Здравствене услуге имају директора здравства у Апији и главног клиничког саветника који се сели с атола на атол по потреби како би помогао љекарима који су повезани са сваком болницом. 2007. године није увек било љекара на сваком острову па су се именовали заменици како би попунили те преграде.
Омладина у Токелау, путују у Нови Зеланд да даље наставе образовање, при чему се студенти враћају кући па затим одлазе на још једну годину студирања.

## Привреда
Становништво се, поред производње копре и издавања поштанских марака, углавном издржава донацијама са Новог Зеланда.